# Dionízia
A Dionízia a Dénes férfinév latin alakjának, a Dionysiusnak a női párja. Maga a Dionysius a görög Dionüszoszból ered.

## Képzett és rokon nevek
- Denissza:[1] a Dionízia francia megfelelőjéből, a Denise névből, vagy az angol Denis férfinévből képzett változat.[3]
- Deniza:[1] a Denissza alakváltozata.[3]
- Döníz:[1] a Dionízia francia megfelelőjéből származik.[4]

## Gyakorisága
Az 1990-es években a Dionízia, a Denissza és a Deniza szórványos név, bár ez utóbbi kettő gyakrabban fordul elő, a Döníz igen ritka név volt, a 2000-es években egyik sem szerepel a 100 leggyakoribb női név között.

## Névnapok
- Dionízia, Denissza, Deniza: május 15.,[2] október 9.,[2] december 6.[2]
- Döníz: május 15.[4]

## Híres Dioníziák, Denisszák, Denizák és Dönízek
- Denise Richards színésznő
- Denise Zich német modell, színésznő, énekesnő
- Radó Denise színésznő, szinkronrendező